# Aeropuerto Municipal de Redding
El Aeropuerto Regional de Redding (del inglés: Redding Regional Airport), (IATA: RDD, OACI: KRDD, FAA LID: RDD), anteriormente Aeropuerto Municipal de Redding, se encuentra a 9.7 km (5.2 millas náuticas; 6 millas) al sureste de Redding, en el Condado de Shasta, California, Estados Unidos.  Es uno de los dos aeropuertos de Redding, junto con Benton Airpark. Además de la aviación general, el aeropuerto tiene vuelos de pasajeros programados sin escalas desde y hacia Los Ángeles (LAX) y San Francisco (SFO) en jets regionales Canadair CRJ200, CRJ700 y Embraer 175 de United Express y servicio de Alaska Airlines en Embraer 175 a Seattle (SEA).

## Instalaciones
El aeropuerto regional de Redding cubre 641 ha (1,584 acres) y tiene dos pistas de hormigón asfáltico: 16/34, 2135 x 46 m (7003 x 150 pies) y 12/30, 1544 x 46 m (5067 x 150 pies).
En 12 meses hasta el 31 de diciembre de 2022, el aeropuerto tuvo 60,902 operaciones de aeronaves, un promedio de 167 por día: 63% aviación general, 33% taxi aéreo, 3% comercial programado y 1% militar. En el aeropuerto había 240 aeronaves: 175 monomotores, 15 multimotores, 19 helicópteros y 31 aviones a reacción.

### Transporte terrestre
El aeropuerto se encuentra al sureste de Redding, a lo largo de Airport Road en Knighton Road. Se puede llegar a la Interestatal 5 hacia el oeste a través de Knighton Road, y a la Ruta Estatal de California 44 hacia el norte a través de Airport Road. Hay estacionamiento disponible tanto para estancias cortas como largas, así como servicios de alquiler de autos y taxis.

## Aerolíneas y destinos
| Aerolíneas      | Destinos                           |
| --------------- | ---------------------------------- |
| Alaska Airlines | Seattle/Tacoma                     |
| United Express  | Denver, Los Ángeles, San Francisco |

## Galería

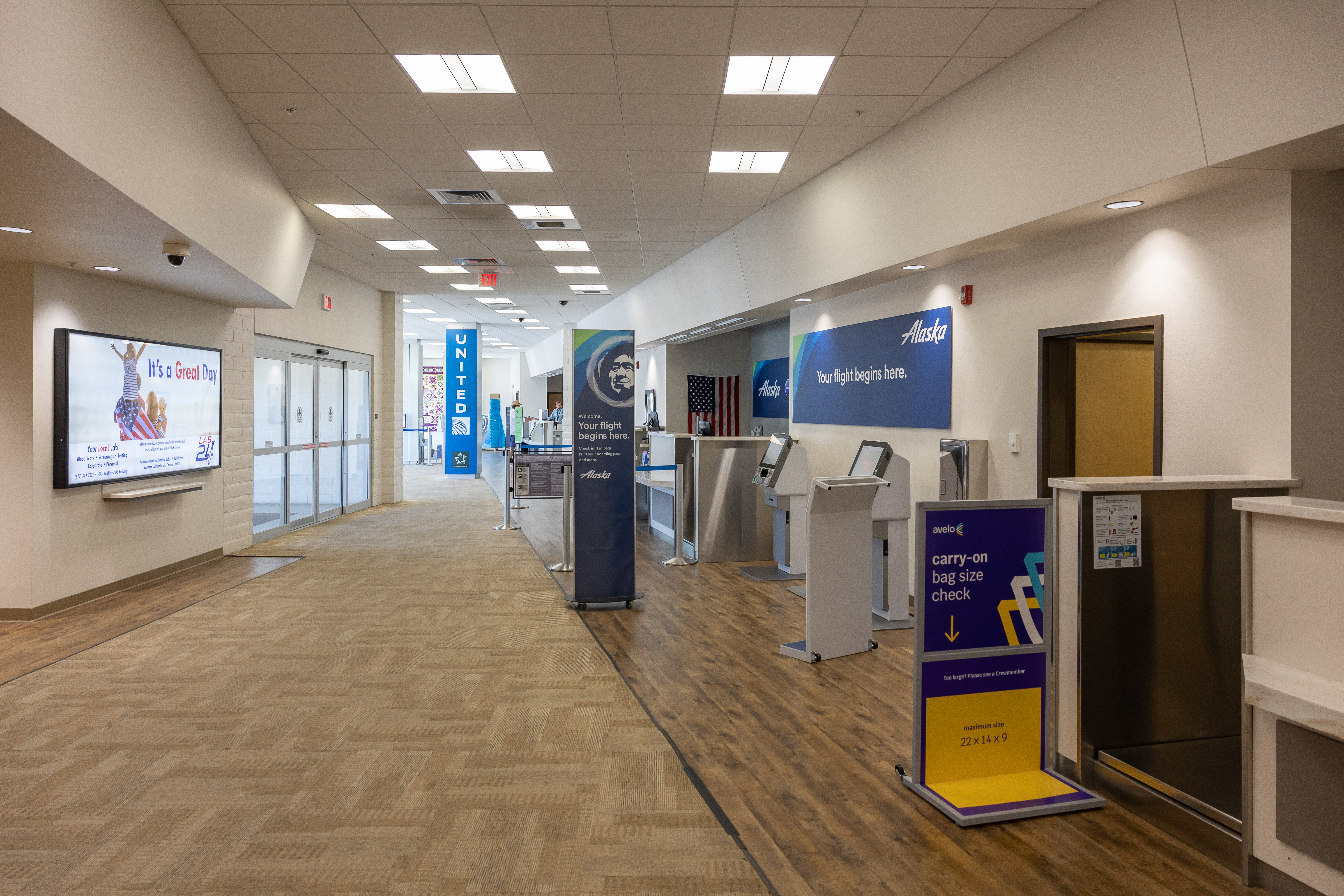
Zona de venta de billetes en la terminal principal
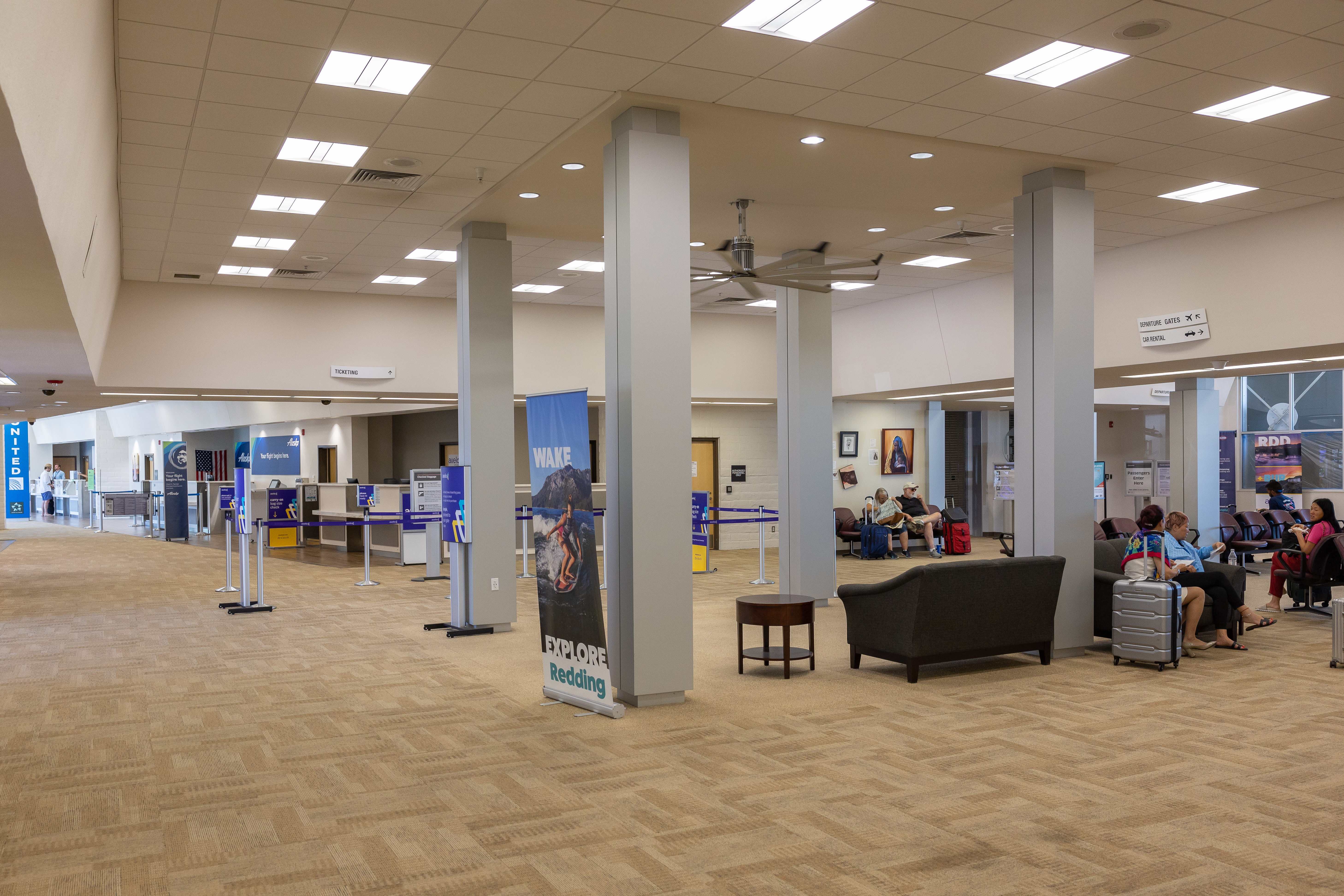
Zona de espera del aeropuerto
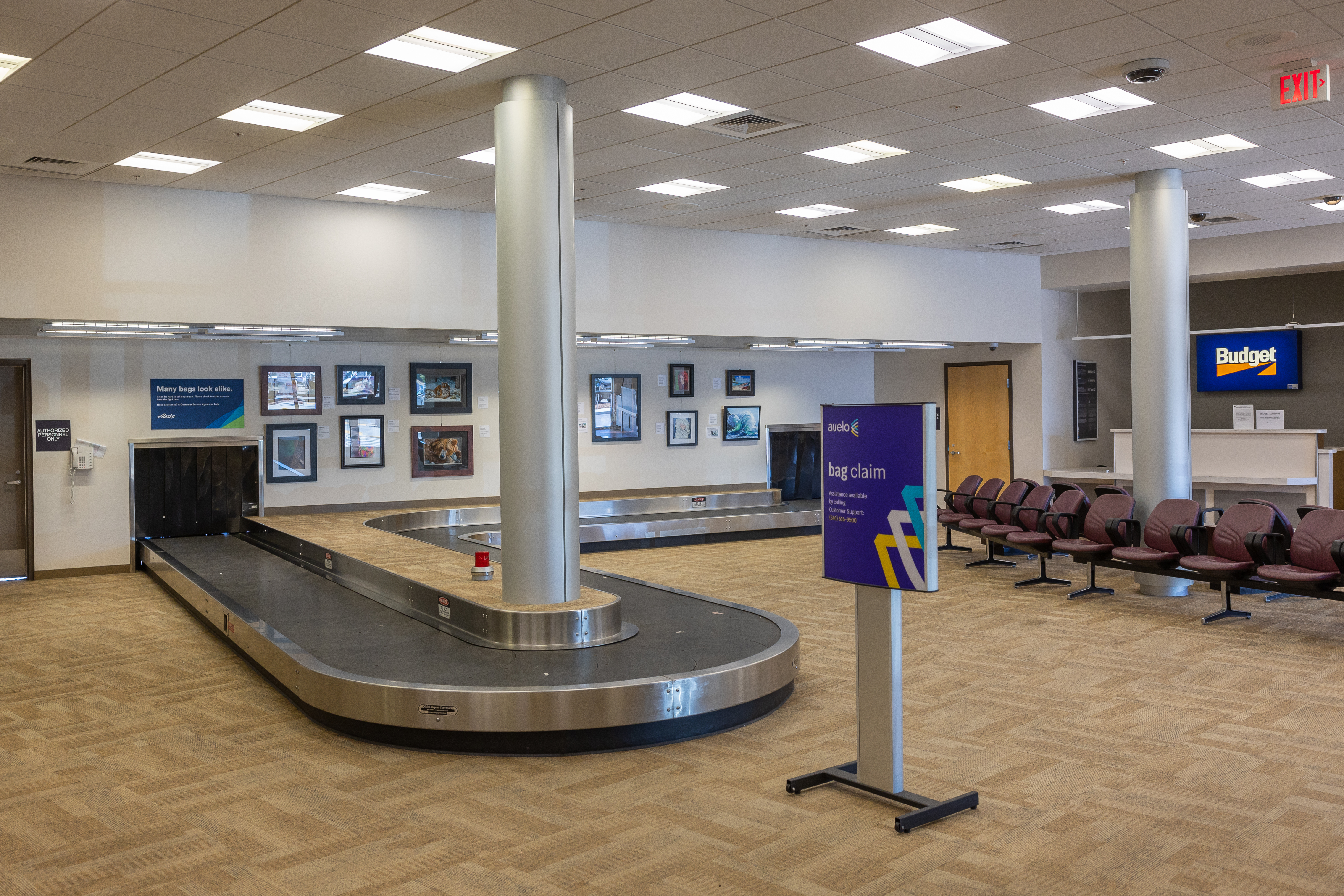
Bandas de reclamo de equipajes